# Іст-Лос-Анджелес (Каліфорнія)
Іст-Лос-Анджелес (англ. East Los Angeles) — переписна місцевість (CDP) в США, в окрузі Лос-Анджелес штату Каліфорнія. Населення — 118 786 осіб (2020).

## Географія
Іст-Лос-Анджелес розташований за координатами 34°1′53″ пн. ш. 118°10′7″ зх. д. / 34.03139° пн. ш. 118.16861° зх. д. (34.031506, -118.168567).  За даними Бюро перепису населення США в 2010 році переписна місцевість мала площу 19,30 км², з яких 19,29 км² — суходіл та 0,01 км² — водойми.

### Клімат
| Клімат : Іст-Лос-Анджелес | Клімат : Іст-Лос-Анджелес | Клімат : Іст-Лос-Анджелес | Клімат : Іст-Лос-Анджелес | Клімат : Іст-Лос-Анджелес | Клімат : Іст-Лос-Анджелес | Клімат : Іст-Лос-Анджелес | Клімат : Іст-Лос-Анджелес | Клімат : Іст-Лос-Анджелес | Клімат : Іст-Лос-Анджелес | Клімат : Іст-Лос-Анджелес | Клімат : Іст-Лос-Анджелес | Клімат : Іст-Лос-Анджелес | Клімат : Іст-Лос-Анджелес |
| Показник                  | Січ.                      | Лют.                      | Бер.                      | Квіт.                     | Трав.                     | Черв.                     | Лип.                      | Серп.                     | Вер.                      | Жовт.                     | Лист.                     | Груд.                     | Рік                       |
| Середній максимум, °C     | 22,8                      | 23,3                      | 24,4                      | 26,7                      | 28,3                      | 29,4                      | 32,2                      | 33,3                      | 32,8                      | 28,3                      | 25,0                      | 22,8                      | 27,5                      |
| Середній мінімум, °C      | 8,9                       | 8,9                       | 10,6                      | 11,7                      | 13,9                      | 16,1                      | 18,3                      | 18,3                      | 17,2                      | 14,4                      | 11,1                      | 8,3                       | 13,2                      |
| Норма опадів, мм          | 96                        | 90                        | 68                        | 24                        | 8                         | 2                         | 0                         | 1                         | 5                         | 8                         | 31                        | 62                        | 417                       |
| ------------------------- | ------------------------- | ------------------------- | ------------------------- | ------------------------- | ------------------------- | ------------------------- | ------------------------- | ------------------------- | ------------------------- | ------------------------- | ------------------------- | ------------------------- | ------------------------- |
| Джерело:                  |                           |                           |                           |                           |                           |                           |                           |                           |                           |                           |                           |                           |                           |

## Демографія
Згідно з переписом 2010 року, у переписній місцевості мешкало 126 496 осіб у 30 816 домогосподарствах у складі 25 839 родин. Густота населення становила 6554 особи/км².  Було 32201 помешкання (1668/км²).
Расовий склад населення:
| - 50,5 % — білих - 1,2 % — корінних американців - 0,9 % — азіатів - 0,6 % — чорних або афроамериканців - 43,4 % — осіб інших рас |

До двох чи більше рас належало 3,3 %. Частка іспаномовних становила 97,1 % від усіх жителів.
За віковим діапазоном населення розподілялося таким чином: 31,5 % — особи молодші 18 років, 59,9 % — особи у віці 18—64 років, 8,6 % — особи у віці 65 років та старші. Медіана віку мешканця становила 29,1 року. На 100 осіб жіночої статі у переписній місцевості припадало 98,9 чоловіків;  на 100 жінок у віці від 18 років та старших — 97,1 чоловіків також старших 18 років.
Середній дохід на одне домашнє господарство  становив 48 751 долар США (медіана — 38 766), а середній дохід на одну сім'ю — 50 605 доларів (медіана — 41 639). Медіана доходів становила 27 459 доларів для чоловіків та 24 346 доларів для жінок. За межею бідності перебувало 27,2 % осіб, у тому числі 37,2 % дітей у віці до 18 років та 22,8 % осіб у віці 65 років та старших.
Цивільне працевлаштоване населення становило 50 738 осіб. Основні галузі зайнятості: освіта, охорона здоров'я та соціальна допомога — 16,4 %, виробництво — 14,7 %, роздрібна торгівля — 12,9 %.